# Trachinotus
Trachinotus ist eine aus zwanzig Arten bestehende Gattung aus der Trachinotidae. Trachinotus-Arten kommen in tropischen und subtropischen Zonen des Atlantiks, Pazifiks und des Indischen Ozeans vor, die Gabelmakrele (Trachinotus ovatus) auch im Mittelmeer, an der europäischen Atlantikküste, in der Irischen See und in der Nordsee. Einige Arten dringen auch in Brackwasser vor, seltener bis in Süßgewässer.

## Merkmale
Trachinotus-Arten werden 34 bis 122 cm lang. Sie sind sehr hochrückig und seitlich stark abgeflacht. Ihr Maul ist relativ klein und reicht nicht bis unter den Hinterrand der Augen. Sind Zähne vorhanden, so sind sie klein und stehen in einer schmalen Reihe. Die Kehle ist beschuppt. Die Brustflossen sind im Unterschied zu denen der Gattung Caranx kürzer als der Kopf und nicht sichelförmig. Die von harten Flossenstrahlen gestützten Teile von Rücken- und Afterflosse sind verlängert, die weichflossigen Abschnitte annähernd gleich lang. Die oberen Ränder dieser Flossen sind in den meisten Fällen dunkel. Der Schwanzflossenstiel weist weder Gruben noch Kiele auf. Die Schuppen der hinteren Seitenlinie sind nicht stachlig wie bei Caranx.

## Arten

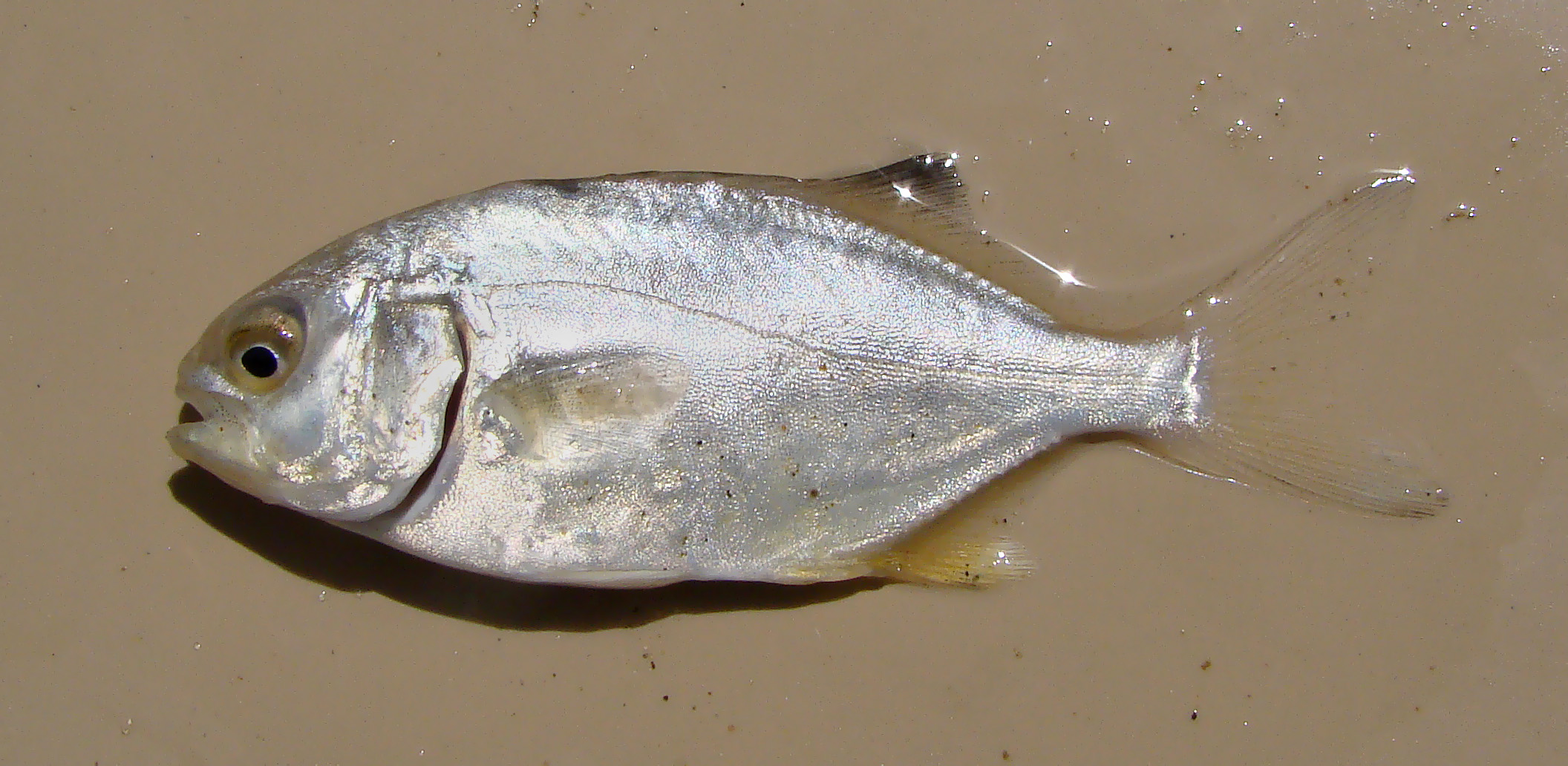
Trachinotus carolinus

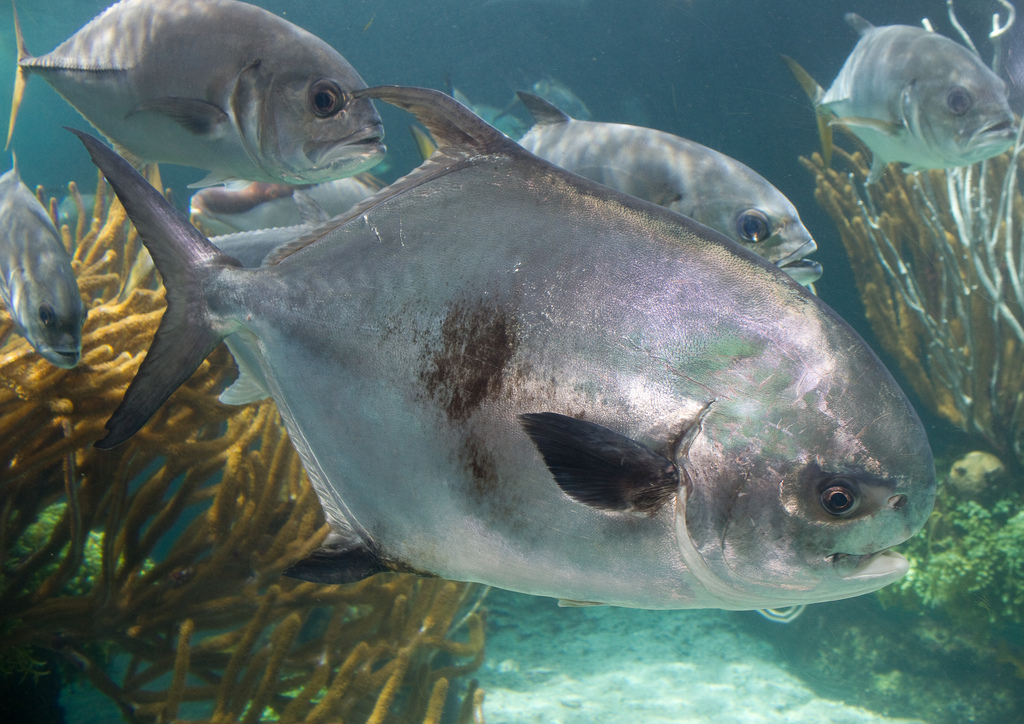
Trachinotus falcatus

- Trachinotus africanus (Delsman, 1941)
- Trachinotus anak (Ogilby, 1909)
- Trachinotus baillonii (Lacépède, 1801)
- Trachinotus blochii (Lacépède, 1801)
- Trachinotus botla (Shaw, 1803)
- Trachinotus carolinus (Linnaeus, 1766)
- Trachinotus cayennensis (Cuvier, 1832)
- Trachinotus coppingeri (Günther, 1884)
- Trachinotus falcatus (Valenciennes, 1833)
- Trachinotus goodei (Jordan & Evermann, 1896)
- Trachinotus goreensis (Cuvier, 1833)
- Trachinotus kennedyi (Steindachner, 1876)
- Trachinotus macrospilus Smith-Vaniz & Walsh, 2019
- Trachinotus marginatus (Gill, 1863)
- Trachinotus maxillosus (Cuvier, 1832)
- Trachinotus mookalee (Cuvier, 1832)
- Trachinotus ovatus (Linnaeus, 1758)
- Trachinotus paitensis (Cuvier, 1832)
- Trachinotus rhodopus (Gill, 1863)
- Trachinotus stilbe (Jordan & McGregor, 1899)
- Trachinotus teraia (Cuvier, 1832)